# Jardín zoológico de Hanói
El Jardín zoológico de Hanói (o Công viên Thủ Lệ; también conocido simplemente como Zoológico de Hanói) está situado en la esquina de Cau Giay y de Buoi en la ciudad de Hanói, o más generalmente, en el oeste del centro de la ciudad. Este parque cuenta con cientos de animales incluyendo el gato dorado asiático (Catopuma temminckii).
El zoológico de Hanói abrió sus puertas en mayo de 1977. Cubre un área de 29 hectáreas, que incluye 6 hectáreas de cuencas acuáticas.